# Serviço das Publicações da União Europeia
O Serviço das Publicações da União Europeia (Serviço das Publicações) é um organismo interinstitucional que tem como objectivo assegurar a edição das publicações das instituições das Comunidades Europeias e da União Europeia (UE)- Decisão 2009/496/CE, Euratom.
•	O Serviço das Publicações publica diariamente o Jornal Oficial da União Europeia em 22 ou 23 línguas (também na língua irlandesa, se necessário), um fenómeno único no mundo da edição.
•	O Serviço das Publicações edita ou co-edita publicações no âmbito das actividades de comunicação das instituições.
Além disso, o Serviço das Publicações oferece vários serviços em linha que dão acesso a informações sobre a União Europeia em matéria de legislação (EUR-Lex), publicações (EU Bookshop), contratos públicos (TED) e actividades de investigação e desenvolvimento (CORDIS).